# Uperoleia aspera
Uperoleia aspera es una especie  de anfibio de la familia Myobatrachidae.

## Distribución geográfica
Se encuentra Australia.